# Hieracium irmae
Hieracium irmae es una especie de planta con flor del género Hieracium, de la familia Asteraceae, orden Asterales.

## Distribución
Hieracium irmae se distribuye por Suecia.

## Taxonomía
Fue descrita científicamente por T. Tyler.
Tratamiento taxonómico
La especie aparece registrada y publicada en Ann. Bot. Fenn.